# Ксантома
Ксанто́ма (грец. ξανθος - xanthos - жовтий) — це доброякісне солідне пухлиноподібне утворення жовтого кольору та часточкової структури, що патогістологічно складається з кластерів пінистих гістіоцитів (ксантомних клітин).

## Гістопатологія

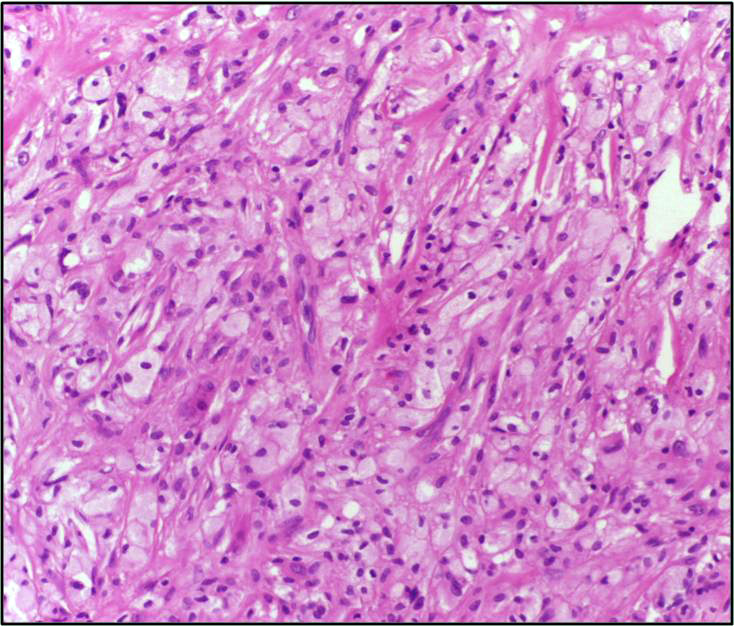
Мікрофотознімок ксантоми. Фарбування Г-Е

Ксантома складається з кластерів гістіоцитів з пінистою цитоплазмою внаслідок акумуляції холестеролу.

## Клінічне значення
Ксантома може локалізовуватись в різних частинах тіла, переважно на поверхні шкіри та кишково-шлункового тракту (шлунок, 12-пала кишка, стравохід). Рідко діагностується в молочній залозі.

## Типи ксантом

### Ксантелазма
Ксантелазма — доброякісне утворення жовтуватого кольору та видовженої форми, що часто визначається навколо повік. Відрізняється ксантелазма від ксантоми незначними розмірами, у випадку збільшення яких та появи часточкової будови діагноз визначатиметься як ксантома.

### Туберозна ксантома
Туберозна ксантома діагностується в області суглобів.

### Сухожилкова ксантома
Сухожилкова ксантома діагностується у вигляді папул та вузлів в області сухожилків верхніх та нижніх кінцівок. Сухожилкова ксантома часто визначається у пацієнтів з сімейною гіперхолестеринемією.

### Ксантома долоней
Ксантома долоней характеризується появою жовтуватих плоских макул на долонній поверхні кистей. Можуть з'являтись при гіперліпопротеїнемії типів 2 або 3, та при наявності біліарного цирозу.